# ألكسندر دالاس باش
ألكسندر دالاس باش (بالإنجليزية: Alexander Dallas Bache) (و. 1806 – 1867 م) هو فيزيائي، وكيميائي، ومهندس، وأستاذ جامعي من الولايات المتحدة الأمريكية . ولد في فيلادلفيا، بنسيلفانيا .
وكان عضواً في الجمعية الملكية، والأكاديمية الوطنية للعلوم، والأكاديمية الأمريكية للفنون والعلوم، والأكاديمية الروسية للعلوم .
توفي في نيوبورت ، عن عمر يناهز 61 عاماً.

## التعليم
تعلم في الأكاديمية العسكرية الأمريكية

## جوائز
حصل على جوائز منها:
- Patron’s Medal (1858).

## روابط خارجية
- ألكسندر دالاس باش على موقع إن إن دي بي (الإنجليزية)